# دکل برق
دَکَلِ برق یا برج انتقال برق یا برج انتقال نیرو یک سازه بلند است که برای پشتیبانی و ممکن‌ساختن خط انتقال هوایی ساخته و استفاده می‌شوند. دکل برق سازه‌ای فلزی یا بتنی است که برای نگه داشتن سیم‌های برق در ارتفاع زیاد استفاده می‌شود تا برق از نیروگاه‌ها به شهرها و روستاها برسد. این دکل‌ها معمولاً بلند هستند تا سیم‌ها به زمین یا موانع دیگر برخورد نکنند و خطر برق‌گرفتگی یا قطع برق پیش نیاید. شکل و اندازه دکل‌ها بسته به مقدار برقی که باید منتقل کنند و فاصله‌ای که پوشش می‌دهند متفاوت است. 
روی دکل‌ها عایق‌هایی نصب می‌شود که سیم‌ها را از بدنه فلزی جدا نگه می‌دارد تا جریان برق به زمین منتقل نشود. این سازه‌ها در برابر باد، باران، برف و تغییرات دما مقاوم ساخته می‌شوند، چون باید سال‌ها بدون توقف کار کنند. همچنین فاصله بین دکل‌ها با دقت محاسبه می‌شود تا سیم‌ها به دلیل وزن خود یا تغییرات دما بیش از حد آویزان نشوند. در شبکه انتقال برق، دکل‌ها نقش ستون فقرات را دارند و بدون آن‌ها رساندن برق در مقیاس بزرگ عملاً ممکن نیست.
در «شبکه‌ی برق»، دکل‌های انتقال نیرو سیم‌های با ولتاژ بالا را حمل می‌کنند که انرژی الکتریکی را به‌صورت انبوه از نیروگاه‌ها به «پست‌های برق» می‌برند، و از آنجا برق به مصرف‌کننده‌های نهایی می‌رسد؛ همچنین برای انتقال برق با ولتاژ پایین‌تر، از تیرهای شبکه یا «تیر چراغ برق» برای انتقال برق از پست‌ها به مصرف‌کننده‌ها استفاده می‌شود.
چهار دسته دکل انتقال نیرو وجود دارد: اول «دکل تعلیق»، دوم «دکل بن‌بست یا انتهایی (dead-end)»، سوم «دکل کششی (tension)»، و چهارم «دکل انتقال (transposition)».
ارتفاع معمول دکل‌های انتقال نیرو بین ۱۵ تا ۵۵ متر است، اگرچه در مواردی که نیاز به عبور از مسافت‌های طولانی مثل رودخانه‌ها است، از دکل‌های بلندتر استفاده می‌شود. در دهه‌ی ۲۰۲۰ میلادی، ساخت دکل‌های انتقال نیرو اهمیت سیاسی و زیست‌محیطی بیشتری پیدا کرد، چرا که این دکل‌ها نقش مهمی در انتقال انرژی‌های پاک و کاهش تغییرات اقلیمی ایفا می‌کنند.
در برخی کشورهای انگلیسی‌زبان مثل آمریکا، در صنعت به این سازه «transmission tower» گفته می‌شود. در اروپا و بریتانیا اصطلاح «پایلون برق» یا صرفاً «پایلون» ریشه در شکل ساختاری این دکل‌ها دارد؛ شکلی شبیه به هرم‌سنگ با قاعده‌ای پهن و نوک باریک. در کانادا واژه‌ی «hydrotower» رایج است، چون برق عمدتاً از نیروگاه‌های آبی تولید می‌شود.

## خطرات
به صورت عامه تصور می‌شود که همجواری با دکل‌های برق در طولانی‌مدت به علت ولتاژ بالا و ایجاد میدان الکترومغناطیسی می‌تواند باعث سرطان خون در افراد به ویژه در کودکان شود. با این وجود از لحاظ علمی این فرضیه به اثبات نرسیده و عموما کابل‌های برق فشار قوی حامل ۱ تا ۸۰۰ کیلوولت جریان هستند که این مقدار فاقد توان لازم برای سرعت بخشیدن به الکترون و نشر پرتو یونیزان می باشد. اما از این لحاظ که وجود کابل پرفشار در فضای شهری مستعد قوع حوادث پیش بینی نشده است در قوانین شهرسازی دکل‌های برق حریم مشخصی دارند و ساخت‌وساز در حریم دکل‌های برق ممنوع است.

## دکل‌های انتقال جریان متناوب ولتاژ بالا
در خطوط انتقال AC با ولتاژ بالا یا بسیار بالا، از سامانه‌های سه‌فاز استفاده می‌شود؛ در برخی کشورهای اروپایی، حتی برای خطوط متوسط (بالاتر از ۱۰ کیلوولتی) نیز دکل شبکه‌ای کوچک به‌کار می‌رود. دکل‌ها معمولاً از جنس فولاد شبکه‌ای یا خرپایی هستند (در برخی مناطق مانند استرالیا، کانادا، آلمان و اسکاندیناوی از سازه‌های چوبی هم استفاده می‌شود) و عایق‌ها می‌توانند از شیشه، چینی یا مواد مرکب مانند سیلیکون یا لاستیک EPDM باشند و در قالب رشته‌ای یا میله‌ای طراحی می‌شوند که طول آن‌ها وابسته به ولتاژ و شرایط محیطی است.
معمولاً یک یا دو سیم زمین (که گاهی به آن‌ها سیم محافظ هم گفته می‌شود) در بالای دکل نصب می‌شوند تا صاعقه را رهگیری کرده و بی‌خطر به زمین هدایت کنند. دکل‌هایی که برای ولتاژ بالا یا بسیار بالا طراحی می‌شوند، معمولاً توانایی حمل دو یا چند مدار برق را دارند. گاهی خطوط تنها به‌خاطر ملاحظات اقتصادی به‌گونه‌ای طراحی می‌شوند که ظرفیت سه یا چهار مدار را داشته باشند، اما ابتدا فقط دو یا سه مدار نصب می‌شود. در مواردی، مدار‌های با ولتاژهای مختلف (مثل ۳۸۰، ۲۲۰ و ۱۱۰ کیلوولت) در یک دکل نصب می‌شوند و گاهی خط‌های با ولتاژ ۱۱۰ کیلوولت به‌صورت موازی برای برق‌کشی خطوط راه‌آهن به‌کار می‌روند.

### دکل‌های انتقال جریان مستقیم ولتاژ بالا

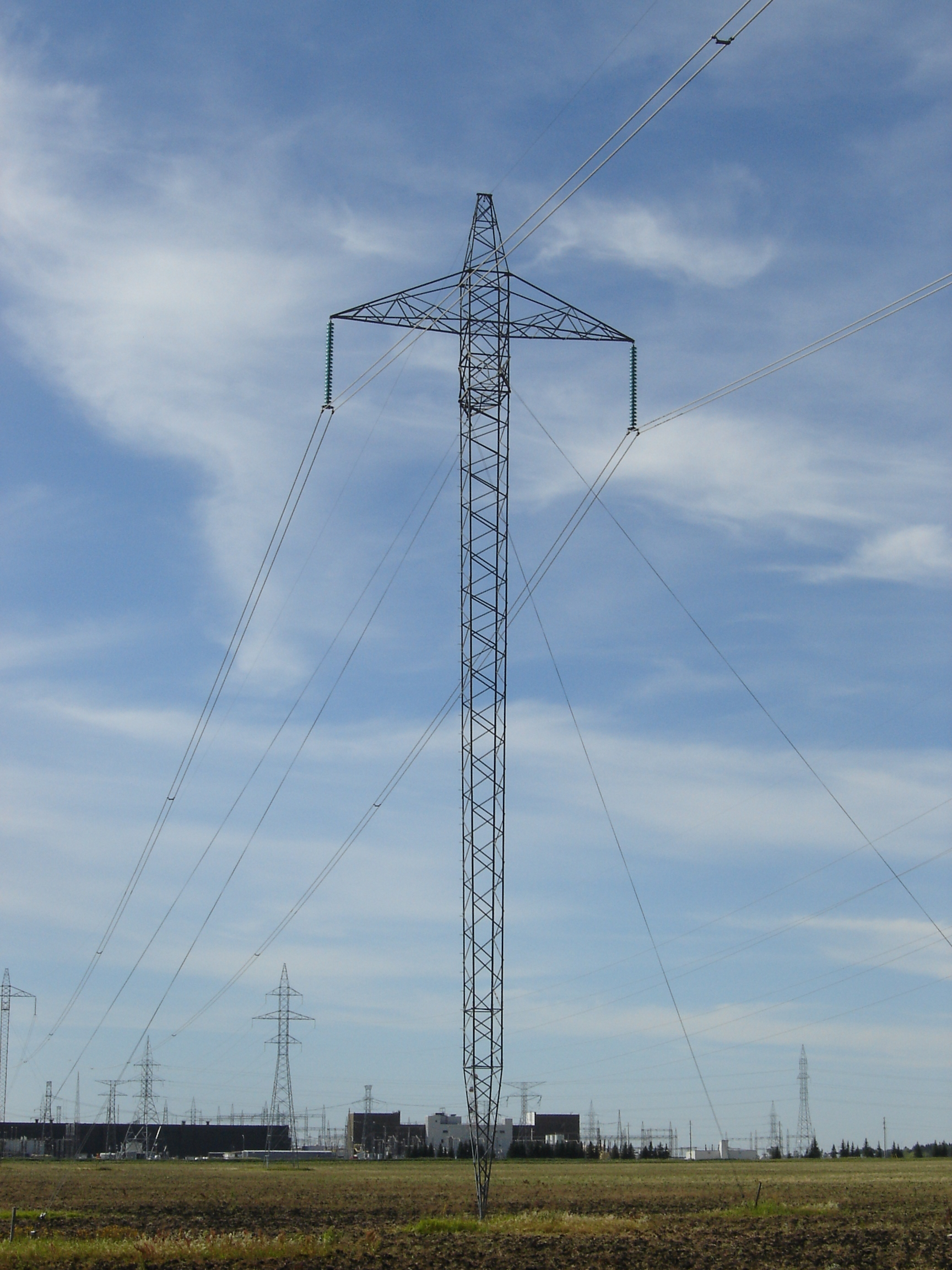
دکل فاصله اچ‌وی‌دی‌سی نزدیک بی‌پل رودخانه نلسون

خطوط انتقال جریان مستقیم ولتاژ بالا (HVDC) یا به‌صورت تک‌قطبی یا به‌صورت دو‌قطبی طراحی می‌شوند. در سامانه‌های دو‌قطبی، آرایش هادی‌ها به‌گونه‌ای است که یک هادی در هر طرف دکل قرار می‌گیرد. در برخی طرح‌ها، هادی زمین به‌عنوان خط الکترودی یا مسیر بازگشت زمینی استفاده می‌شود. در این حالت، لازم است آن را با عایق‌هایی مجهز به برق‌گیر روی دکل‌ها نصب کنند تا از خوردگی الکتروشیمیایی دکل‌ها جلوگیری شود.
برای انتقال اچ‌وی‌دی‌سی تک‌قطبی با بازگشت زمینی، می‌توان از دکل‌هایی با تنها یک هادی استفاده کرد. با این حال، در بسیاری از موارد، دکل‌ها به‌گونه‌ای ساخته می‌شوند که در آینده بتوان آن‌ها را به سامانه دو‌قطبی تبدیل کرد. در این حالت، اغلب به دلایل مکانیکی، در هر دو طرف دکل هادی نصب می‌شود. تا زمانی که قطب دوم موردنیاز نباشد، از آن یا به‌عنوان خط الکترودی استفاده می‌شود یا آن را به‌صورت موازی با قطب فعال متصل می‌کنند. در حالت دوم، مسیر بین ایستگاه مبدل و الکترود زمین به‌صورت کابل زیرزمینی، خط هوایی در مسیر جداگانه یا با استفاده از هادی‌های زمین ساخته می‌شود.
در برخی طرح‌های اچ‌وی‌دی‌سی، از دکل‌های خط الکترودی برای انتقال جریان از ایستگاه مبدل به الکترود زمین استفاده می‌شود. این دکل‌ها مشابه سازه‌های مورد استفاده برای خطوط با ولتاژ ۳۰–۱۰ کیلوولت هستند، اما معمولاً تنها یک یا دو هادی را حمل می‌کنند.
دکل‌های انتقال جریان متناوب (AC) را می‌توان برای استفاده کامل یا ترکیبی از اچ‌وی‌دی‌سی تغییر کاربری داد تا ظرفیت انتقال توان افزایش یابد، بدون آن‌که لازم باشد خط انتقال جدیدی ساخته شود.

## دکل‌های خطوط کشش راه‌آهن
دکل‌هایی که برای جریان متناوب تک‌فاز در راه‌آهن و خطوط کشش استفاده می‌شوند، از نظر ساختاری مشابه دکل‌های خطوط سه‌فاز ۱۱۰ کیلوولت هستند. برای این خطوط، تیرهای فولادی لوله‌ای یا تیرهای بتنی نیز به‌طور گسترده به‌کار می‌روند. با این حال، سامانه‌های جریان کشش راه‌آهن، سامانه‌های جریان متناوب دو‌قطبی هستند، بنابراین خطوط کشش برای دو هادی (یا مضارب آن، معمولاً چهار، هشت یا دوازده) طراحی می‌شوند. این هادی‌ها معمولاً در یک تراز قرار می‌گیرند، به‌طوری که هر مدار نیمی از بازوی عرضی را اشغال می‌کند. برای چهار مدار کشش، چیدمان هادی‌ها در دو تراز و برای شش مدار برقی، در سه تراز انجام می‌شود.

## طراحی دکل‌ها
دکل‌های انتقال نیرو باید بتوانند در برابر نیروهای خارجی مختلف، از جمله باد، یخ‌زدگی و زمین‌لرزه، مقاومت کنند و هم‌زمان وزن سنگین هادی‌ها را تحمل نمایند.

### شکل

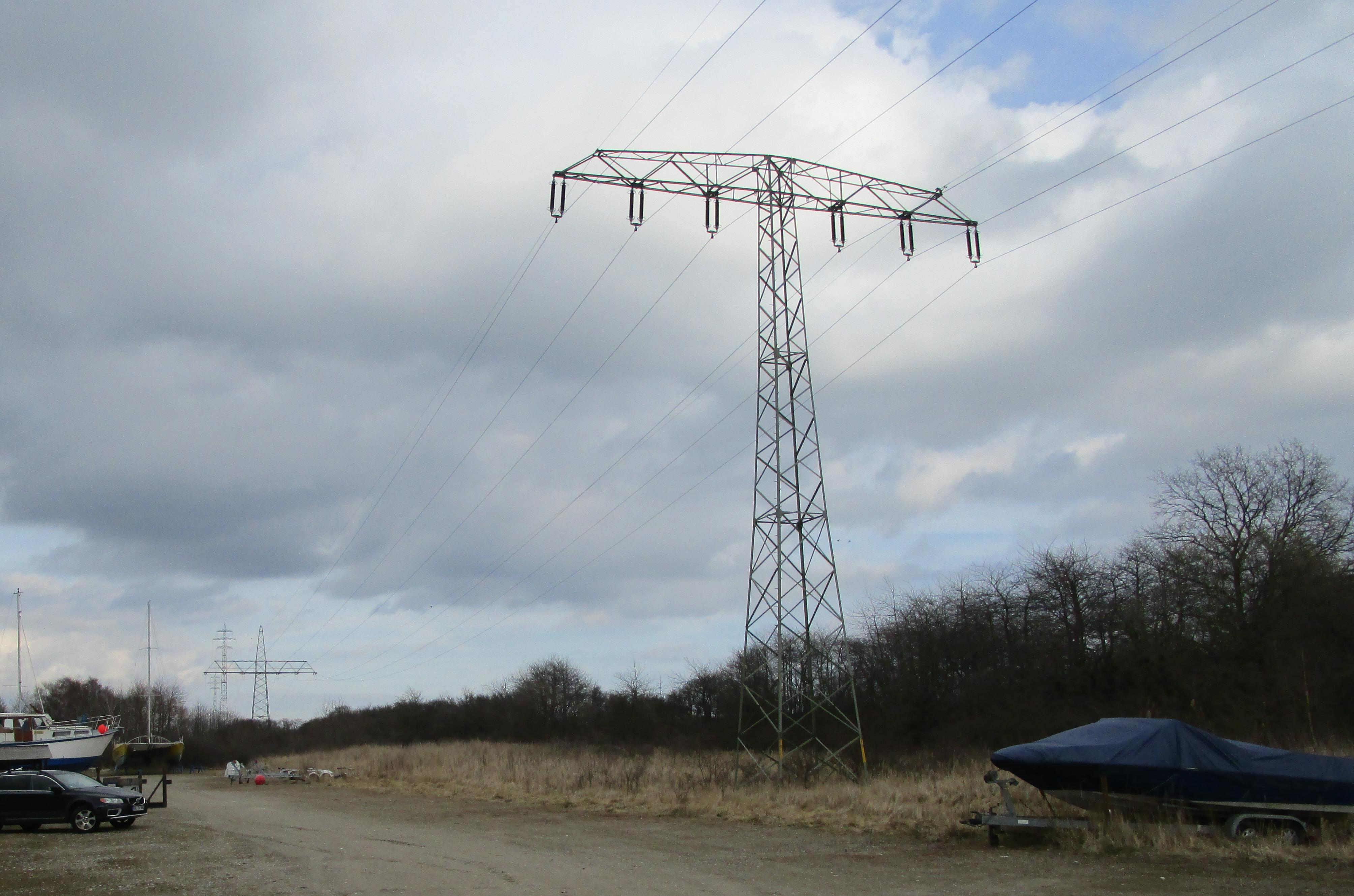
دکل تی‌شکل معمولی ۱۱۰ کیلوولت از آلمان شرقی پیشین

شکل دکل‌های انتقال نیرو در کشورهای مختلف متفاوت است و به ولتاژ و تعداد مدارها نیز بستگی دارد.

#### تک‌مداره

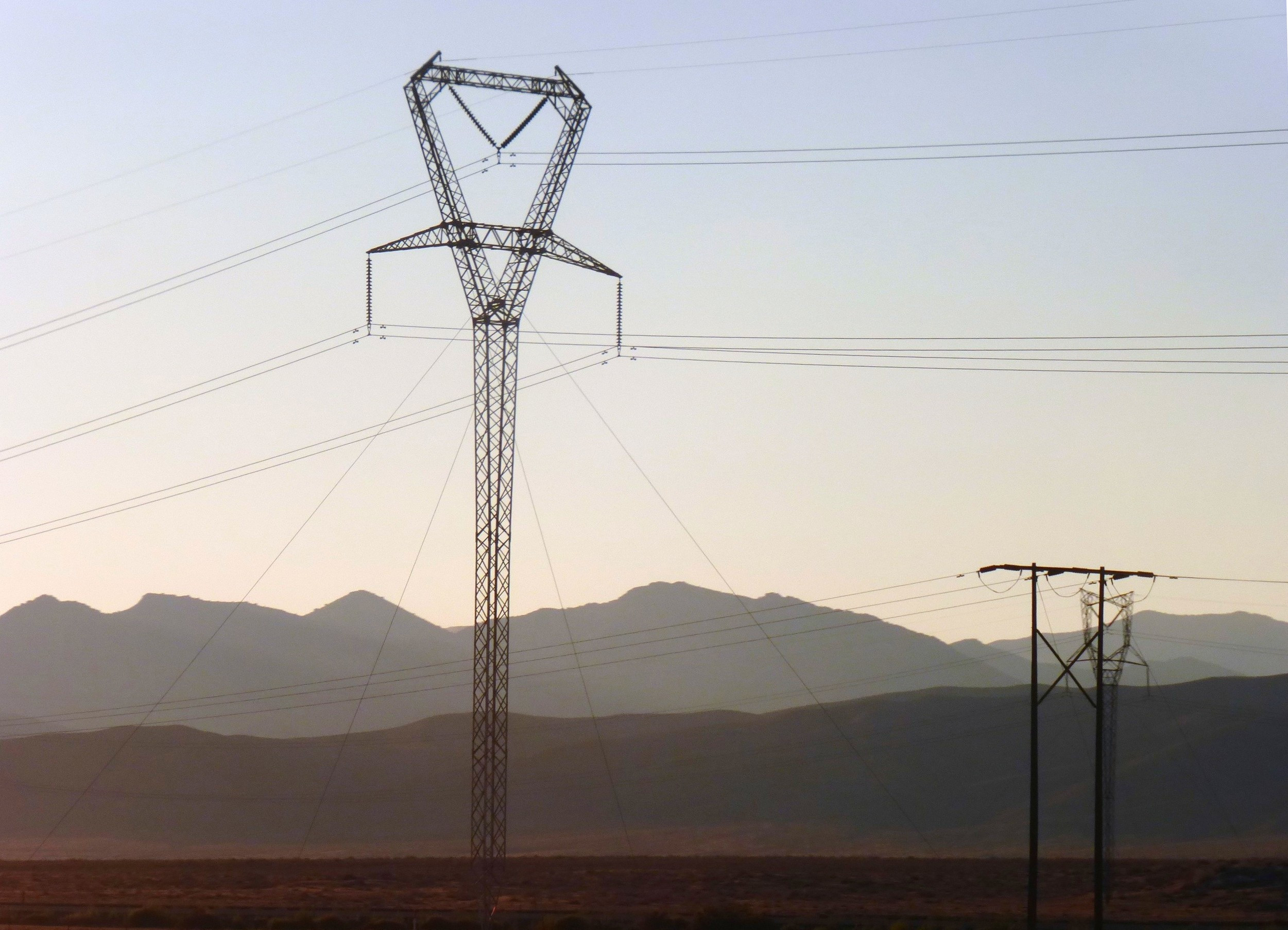
دکل انتقال «دلتا» مهار‌شده (ترکیبی از شکل V و Y مهارشده) در نوادا

دکل‌های دلتا رایج‌ترین طراحی برای خطوط تک‌مداره هستند، زیرا پایداری بالایی دارند. این دکل‌ها بدنه‌ای V‌شکل با بازوی افقی در بالا دارند که شکل یک دلتا وارونه را ایجاد می‌کند. دکل‌های دلتا بزرگ‌تر معمولاً از دو سیم محافظ استفاده می‌کنند.
دکل‌های دروازه‌ای (Portal) در ایالات متحده، ایرلند، اسکاندیناوی و کانادا کاربرد گسترده‌ای دارند. این دکل‌ها روی دو پایه قرار می‌گیرند و یک بازوی عرضی دارند که شکل H ایجاد می‌کند. برای ولتاژهای تا ۱۱۰ کیلوولت، اغلب از چوب ساخته می‌شدند، اما برای ولتاژهای بالاتر از دکل‌های فولادی استفاده می‌شود.
دکل‌های تک‌مداره کوچک‌تر ممکن است دو بازوی کوچک در یک طرف و یک بازوی کوچک در طرف دیگر داشته باشند.

#### دو‌مداره
دکل‌های یک‌تراز تنها یک بازوی عرضی دارند که سه کابل را در هر طرف حمل می‌کند. گاهی یک بازوی عرضی اضافی برای کابل‌های محافظ نیز اضافه می‌شود. این دکل‌ها به دلیل ارتفاع کم، اغلب در نزدیکی فرودگاه‌ها استفاده می‌شوند.
دکل‌های «دوناو» یا Donaumasten نام خود را از خطی گرفته‌اند که در سال ۱۹۲۷ در کنار رود دانوب ساخته شد. این دکل‌ها رایج‌ترین طراحی در کشورهای اروپای مرکزی مانند آلمان و لهستان هستند. آن‌ها دو بازوی عرضی دارند؛ بازوی بالایی یک کابل و بازوی پایینی دو کابل را در هر طرف حمل می‌کند. گاهی یک بازوی عرضی اضافی برای کابل‌های محافظ نیز دارند.
دکل‌های بشکه‌ای رایج‌ترین نوع طراحی هستند که سه تراز افقی دارند و در هر طرف، یک کابل بسیار نزدیک به بدنه دکل قرار می‌گیرد. در بریتانیا، تراز دوم اغلب (اما نه همیشه) عریض‌تر از دو تراز دیگر است، در حالی که در ایالات متحده همه بازوهای عرضی عرض یکسانی دارند.

##### دکل‌های تی (T-pylons)

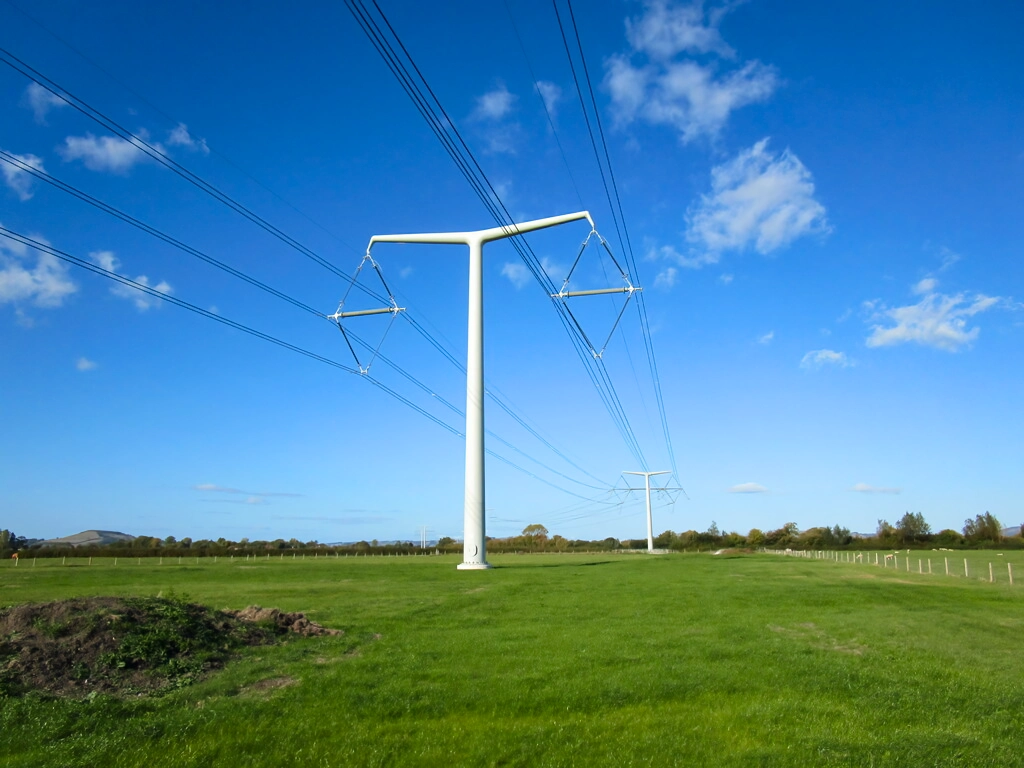
دکل‌های تی در سامرست، انگلستان

در سال ۲۰۲۱، نخستین دکل تی، که طراحی جدیدی با بدنه لوله‌ای و شکل T دارد، در بریتانیا برای خط انتقال جدید به نیروگاه هسته‌ای هینکلی پوینت سی نصب شد که دو خط ۴۰۰ کیلوولت ولتاژ بالا را حمل می‌کند. این طراحی شامل کابل‌های برقی است که زیر یک بازوی عرضی در بالای یک پایه منفرد کشیده شده‌اند و در مقایسه با دکل‌های شبکه‌ای، تأثیر بصری کمتری بر محیط می‌گذارند. این ۳۶ دکل تی نخستین بازطراحی بزرگ دکل‌ها در بریتانیا از سال ۱۹۲۷ بودند که توسط شرکت دانمارکی بای‌استراپ طراحی شدند. این شرکت برنده یک رقابت در سال ۲۰۱۱ شد که بیش از ۲۵۰ طرح در آن شرکت داشتند و توسط مؤسسه سلطنتی معماران بریتانیا و دولت بریتانیا برگزار شده بود.

##### دکل‌های Y

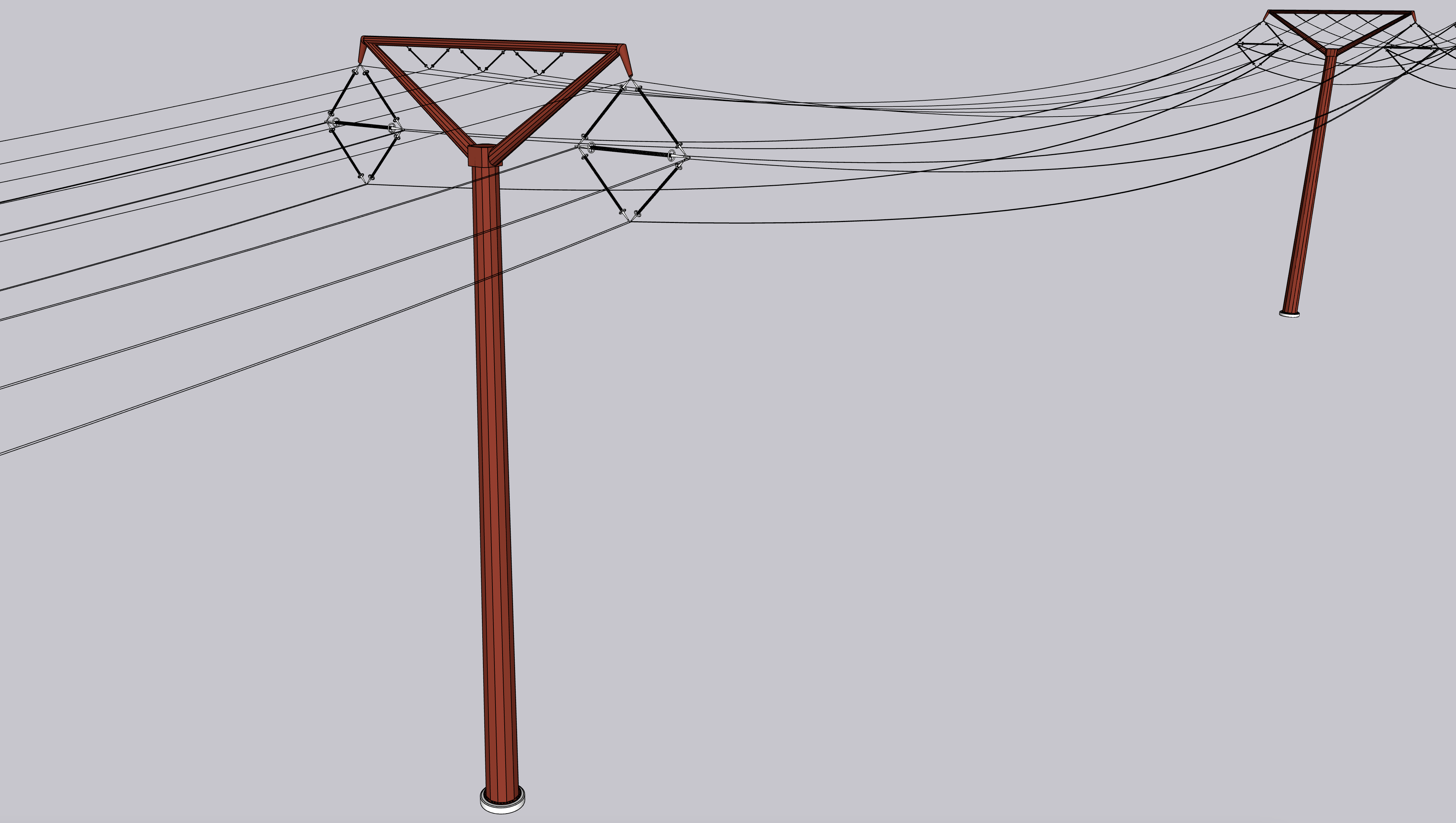
دکل Y با تیرک نگهدارنده

دکل‌های Y یک طرح تازه‌تر برای دکل‌های انتقال برق هستند. این دکل‌ها معمولاً دارای مهار کابل یا تیرک نگهدارنده‌ای هستند که به حفظ شکل «Y» در سازه کمک می‌کند.

#### چهار مداره
دکل‌های شبیه «درخت کریسمس» برای ۴ یا حتی ۶ مدار در آلمان رایج‌اند و دارای سه بازوی عرضی هستند که بازوی بالایی در هر طرف یک کابل دارد، بازوی دوم دو کابل و بازوی سوم سه کابل را حمل می‌کند. کابل‌های روی بازوی سوم معمولاً مدارهایی با ولتاژ بالای کمتر را جابه‌جا می‌کنند.

#### دکل‌های شاخه‌ای

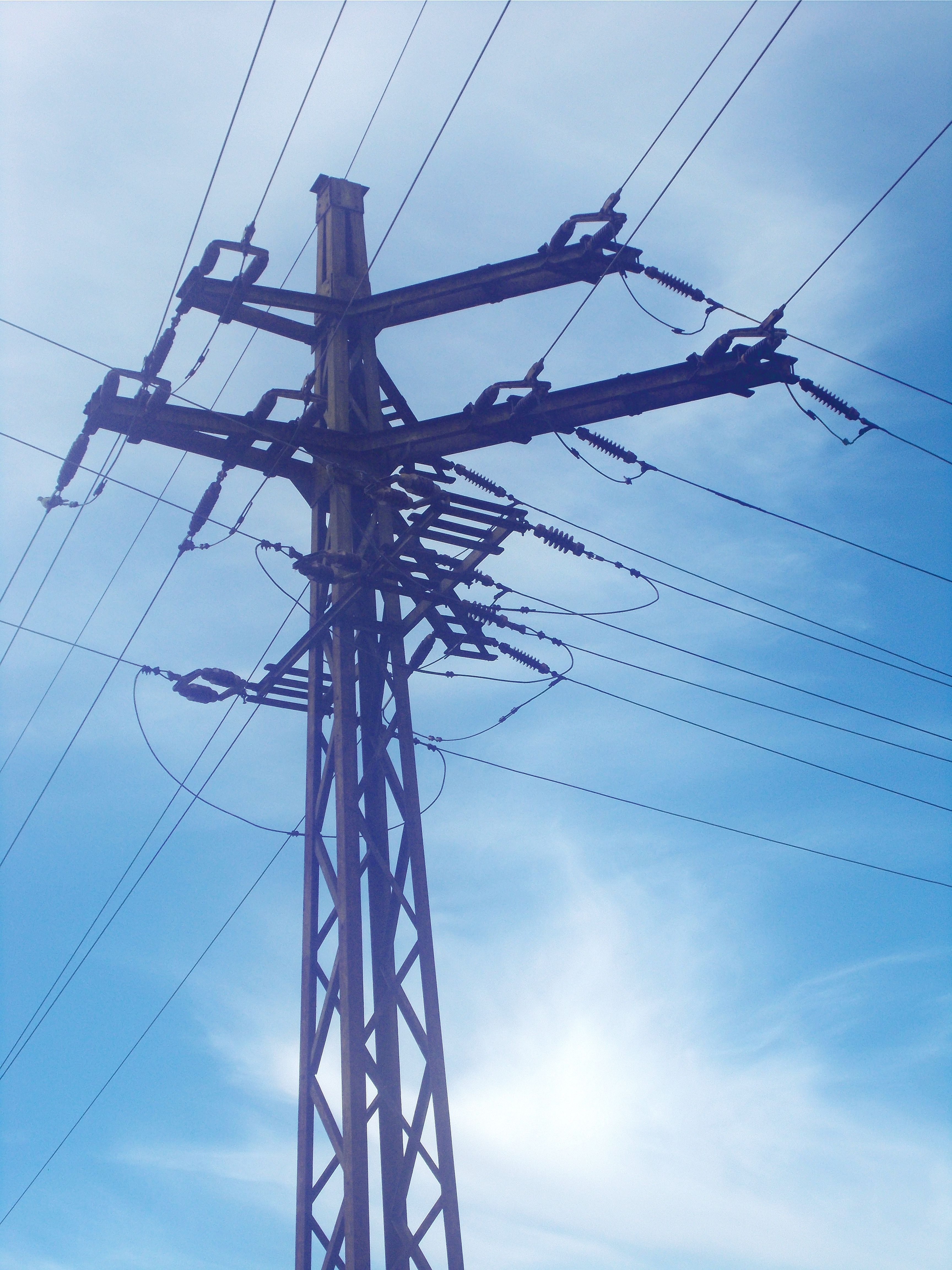
دکل شاخه‌ای با شکل مثلثی

برای افزودن خطوط انشعابی، مانند اتصال به پست‌های برق نزدیک، به دکل‌های با طراحی ویژه نیاز است.

### سازه‌های نگهدارنده
دکل‌ها ممکن است خودایستا باشند و توانایی مقاومت در برابر همه نیروهای ناشی از وزن هادی‌ها، عدم تعادل کابل‌ها، باد و یخ را در هر جهت داشته باشند. این دکل‌ها معمولاً پایه‌ای تقریباً مربعی دارند و در چهار نقطه با زمین تماس دارند.
یک دکل نیمه‌انعطاف‌پذیر به گونه‌ای طراحی شده است که بتواند با استفاده از سیم‌های زمین هوایی، بار مکانیکی را در صورت پارگی یک هادی فاز، به سازه‌های مجاور منتقل کند، زمانی که سازه تحت بارهای نامتعادل قرار می‌گیرد. این نوع در ولتاژهای بسیار بالا که هادی‌های فاز به‌صورت بسته‌ای (دو یا چند سیم در هر فاز) نصب می‌شوند، کاربرد دارد. بعید است که همه آن‌ها به‌طور همزمان دچار پارگی شوند، مگر در شرایط سقوط یا طوفان شدید.
یک دکل مهارشده دارای سطح اشغال بسیار کمی است و برای نگهداری سازه و هرگونه بار کششی نامتعادل از کابل‌های مهاری کششی استفاده می‌کند. دکل مهارشده می‌تواند به شکل V ساخته شود که باعث صرفه‌جویی در وزن و هزینه می‌شود.

### مصالح

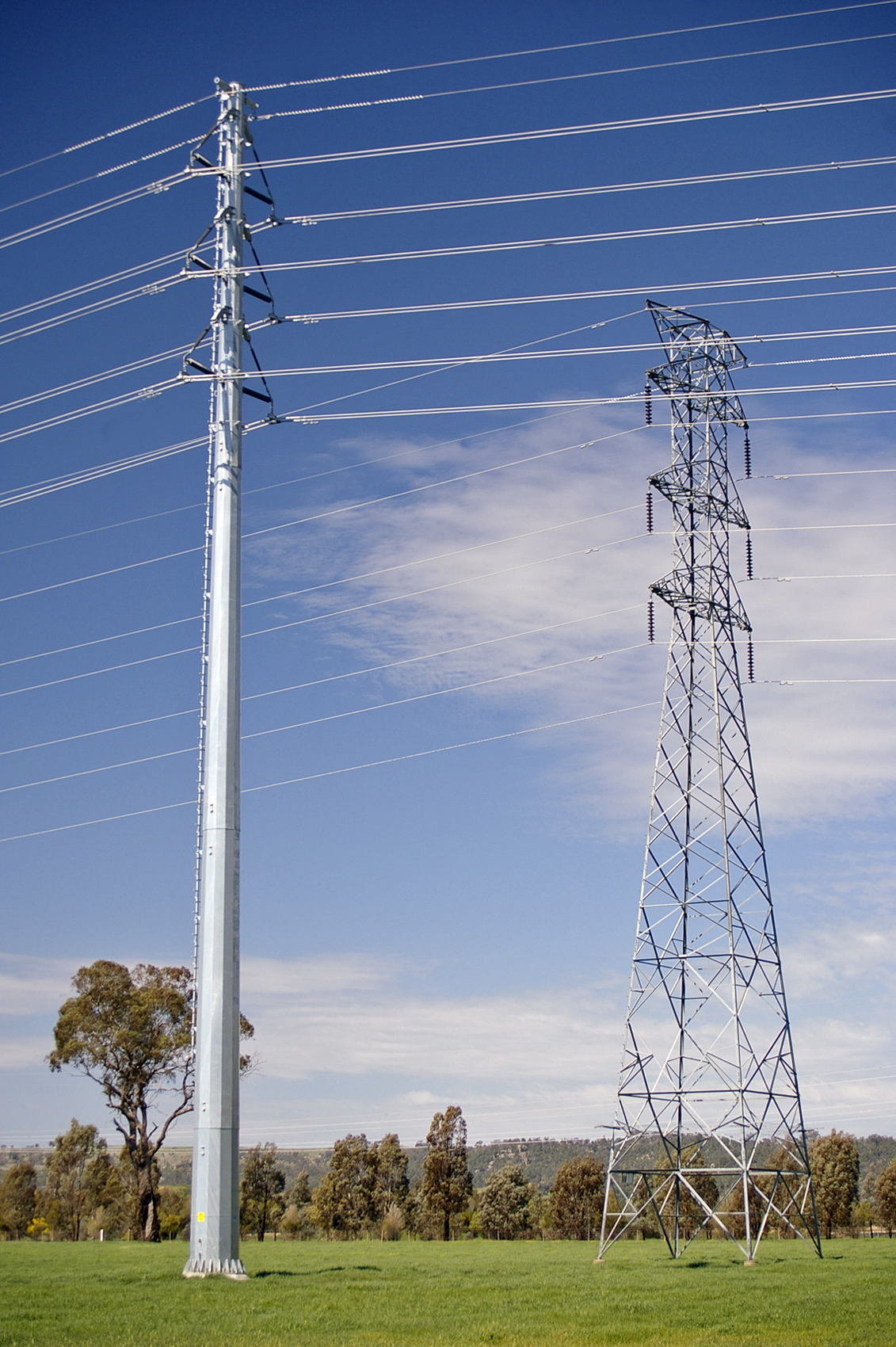
دکل لوله‌ای فولادی در کنار دکل شبکه‌ای قدیمی‌تر نزدیک واگا واگا، استرالیا

#### فولاد لوله‌ای
تیرهایی که از فولاد لوله‌ای ساخته می‌شوند معمولاً در کارخانه مونتاژ شده و سپس در مسیر خط نصب می‌شوند. به دلیل دوام و سهولت ساخت و نصب، بسیاری از شرکت‌های برق در سال‌های اخیر ترجیح می‌دهند برای خطوط جدید و جایگزینی دکل‌ها از دکل‌های فولادی یا بتنی تک‌پایه به جای دکل‌های شبکه‌ای فولادی استفاده کنند.
در آلمان دکل‌های فولادی لوله‌ای عمدتاً برای خطوط ولتاژ متوسط استفاده می‌شوند و علاوه بر آن، برای خطوط انتقال ولتاژ بالا یا دو مدار برقی با ولتاژ عملیاتی تا ۱۱۰ کیلوولت هم به کار می‌روند. این دکل‌ها برای خطوط ۳۸۰ کیلوولت در فرانسه و برای خطوط ۵۰۰ کیلوولت در ایالات متحده نیز رایج‌اند.

#### شبکه‌ای
یک دکل شبکه‌ای سازه‌ای مشبک است که از مقاطع فولادی یا آلومینیومی ساخته می‌شود. این دکل‌ها برای خط انتقال هوایی با هر ولتاژی استفاده می‌شوند و رایج‌ترین نوع برای خطوط انتقال ولتاژ بالا هستند. دکل‌های شبکه‌ای معمولاً از فولاد گالوانیزه ساخته می‌شوند. آلومینیوم برای کاهش وزن به کار می‌رود، به‌ویژه در مناطق کوهستانی که سازه‌ها با هلیکوپتر نصب می‌شوند، یا در محیط‌هایی که برای فولاد خورنده هستند. گرچه هزینه مواد آلومینیومی بیشتر است، اما هزینه نصب کمتر می‌تواند آن را جبران کند. طراحی دکل شبکه‌ای آلومینیومی مشابه نوع فولادی است، اما باید به مدول یانگ کمتر آلومینیوم توجه داشت.
یک دکل شبکه‌ای معمولاً در محل نصب مونتاژ می‌شود که این امر امکان ساخت دکل‌های بسیار بلند را فراهم می‌کند، تا ارتفاع ۱۰۰ متر و در موارد خاص حتی بیشتر (مانند عبور اول البه و عبور دوم البه). مونتاژ دکل‌های فولادی شبکه‌ای می‌تواند با استفاده از جرثقیل انجام شود. این دکل‌ها معمولاً از تیرهای فولادی زاویه‌دار (پروفیل L یا تیر T) ساخته می‌شوند. برای دکل‌های بسیار بلند، اغلب از خرپا استفاده می‌شود.

#### چوب
چوب در خطوط انتقال ولتاژ بالا کاربرد محدودی دارد. به دلیل محدودیت ارتفاع درختان، ارتفاع دکل‌های چوبی حداکثر حدود ۳۰ متر است. چوب به ندرت در سازه‌های مشبک استفاده می‌شود و بیشتر برای ساخت سازه‌های چندپایه مانند H-فریم یا K-فریم به کار می‌رود. ولتاژی که این دکل‌ها حمل می‌کنند نیز محدود است، مانند مناطقی که سازه‌های چوبی تنها تا حدود ۳۰ کیلوولت استفاده می‌شوند.
در کشورهایی مانند کانادا یا ایالات متحده، دکل‌های چوبی ولتاژهایی تا ۳۴۵ کیلوولت را حمل می‌کنند. این دکل‌ها می‌توانند ارزان‌تر از سازه‌های فولادی باشند و از ویژگی‌های عایق‌بندی ولتاژ ضربه‌ای چوب بهره ببرند. تا سال ۲۰۱۲، خطوط ۳۴۵ کیلوولت روی دکل‌های چوبی همچنان در ایالات متحده در حال استفاده بودند و برخی از آن‌ها هنوز با این فناوری ساخته می‌شوند. همچنین چوب می‌تواند برای سازه‌های موقت تا زمان ساخت جایگزین دائمی به کار رود.

#### بتن

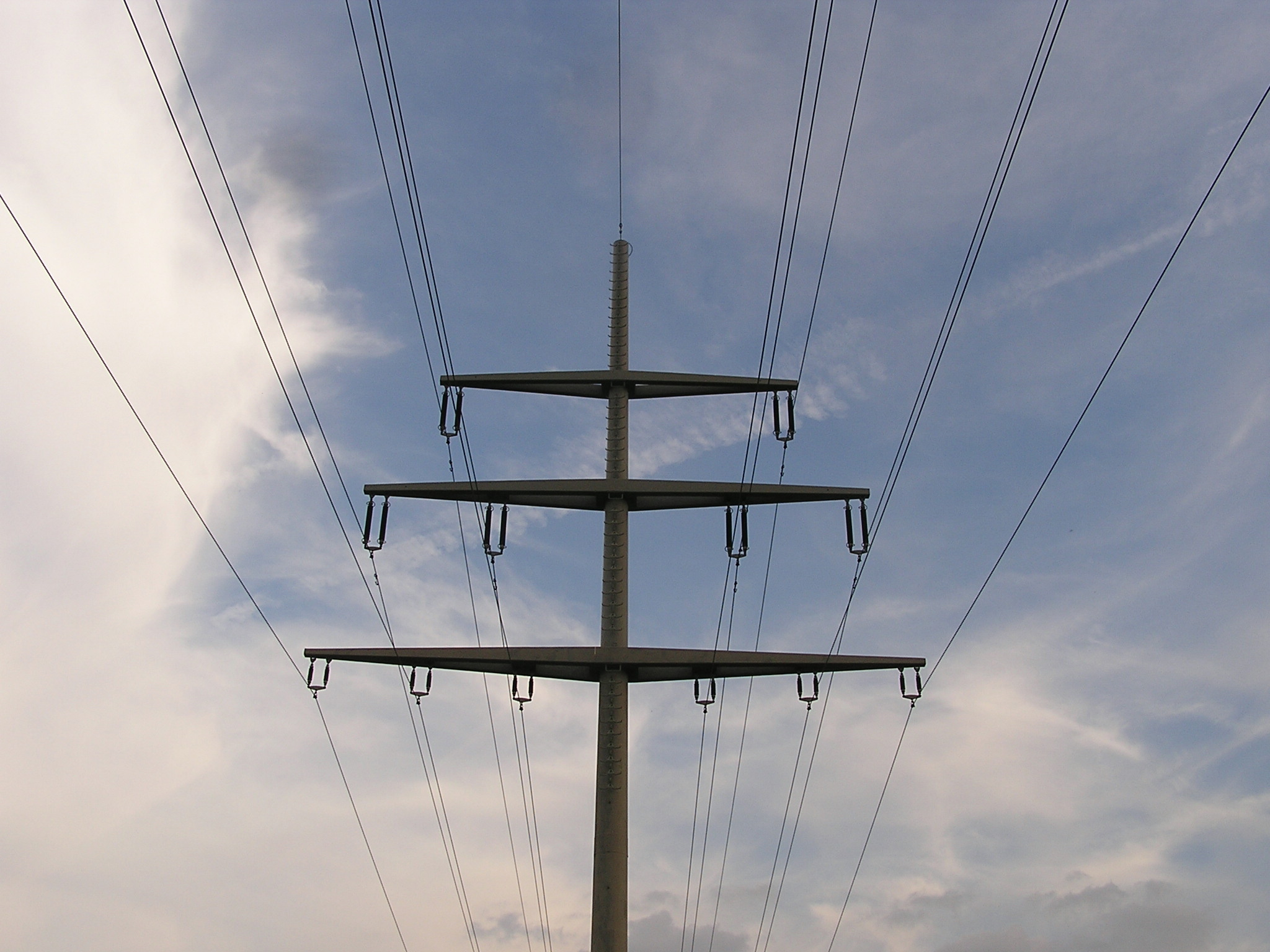
یک تیر بتنی مسلح در آلمان

دکل‌های بتنی در آلمان معمولاً فقط برای خطوطی با ولتاژ عملیاتی کمتر از ۳۰ کیلوولت استفاده می‌شوند. در موارد استثنایی، از دکل‌های بتنی برای خطوط ۱۱۰ کیلوولت نیز استفاده می‌شود، هم در شبکه عمومی و هم در شبکه جریان کشش راه‌آهن. تیرهای بتنی برای ولتاژ متوسط در کانادا و ایالات متحده هم کاربرد دارند.
در سوئیس، دکل‌های بتنی با ارتفاع تا ۵۹٫۵ متر (بلندترین دکل پیش‌ساخته بتنی جهان در لیتائو) برای خطوط هوایی ۳۸۰ کیلوولت استفاده می‌شوند. در آرژانتین و برخی کشورهای دیگر آمریکای جنوبی، بسیاری از خطوط هوایی برق – به جز شبکه فوق‌ولتاژ – روی دکل‌های لوله‌ای بتنی نصب شده‌اند. در کشورهای پیشین شوروی هم دکل‌های بتنی رایج هستند، هرچند بازوهای عرضی آن‌ها از فولاد ساخته می‌شود.
دکل‌های بتنی غیر پیش‌ساخته نیز برای سازه‌هایی با ارتفاع بیش از ۶۰ متر استفاده می‌شوند. نمونه‌ای از این موارد، دکل ۶۱٫۳ متر یک خط ۳۸۰ کیلوولت در نزدیکی نیروگاه روتر وِست در برلین است. در چین نیز برخی دکل‌های عبور خطوط از رودخانه‌ها از بتن ساخته شده‌اند. بلندترین این دکل‌ها متعلق به خط عبور رود یانگ‌تسه در نانجینگ است که ارتفاعی برابر با ۲۵۷ متر دارد.

### طراحی‌های ویژه

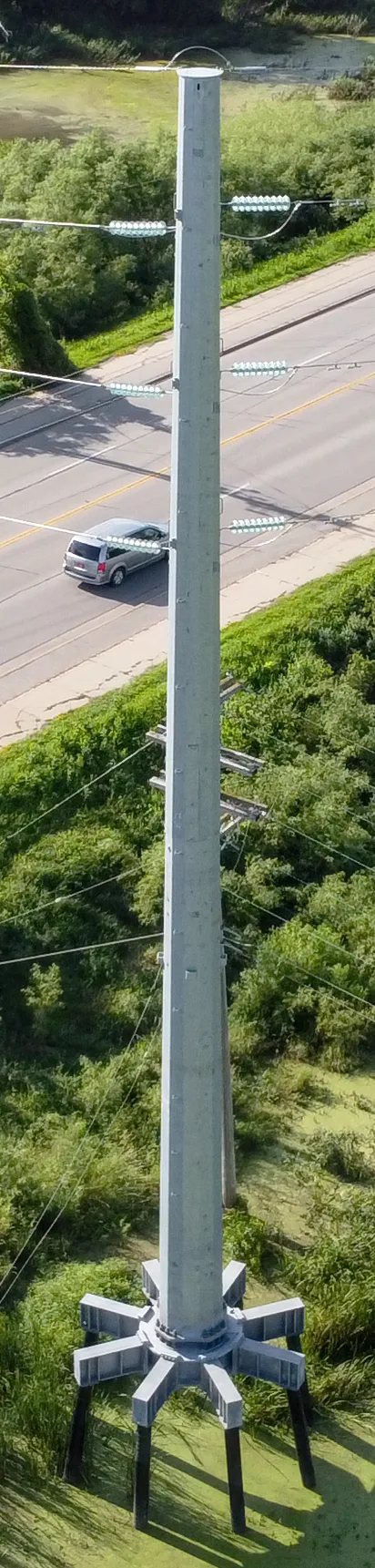
تیر برق بر روی شمع‌ها در آب

گاهی (به‌ویژه روی دکل‌های شبکه‌ای فولادی برای بالاترین سطوح ولتاژ) تجهیزات مخابراتی نصب می‌شود و آنتن‌ها بالاتر یا پایین‌تر از سیم زمین خط هوایی قرار می‌گیرند. معمولاً این تجهیزات برای خدمات تلفن همراه یا رادیوی عملیاتی شرکت برق استفاده می‌شوند، اما گاهی برای خدمات رادیویی دیگر مانند رادیوی مایکروویو هم به کار می‌روند. حتی آنتن‌های فرستنده رادیو اف‌ام کم‌قدرت و تلویزیونی نیز روی دکل‌ها نصب شده‌اند. روی دکل عبور اول البه یک سامانه راداری متعلق به اداره آب و ناوبری هامبورگ وجود دارد.
برای عبور از دره‌های پهن، باید فاصله زیادی بین هادی‌ها حفظ شود تا از اتصال کوتاه ناشی از برخورد کابل‌ها در طوفان جلوگیری شود. برای این منظور، گاهی برای هر هادی از یک دکل مجزا استفاده می‌شود. برای عبور از رودخانه‌ها و تنگه‌های پهن با سواحل مسطح، به دلیل نیاز به فاصله عمودی زیاد برای عبور کشتی‌ها، باید دکل‌های بسیار بلندی ساخته شود. این دکل‌ها و هادی‌های آن‌ها باید به چراغ‌ها و بازتاب‌دهنده‌های ایمنی پرواز مجهز باشند.
دو عبور شناخته‌شده رودخانه‌ای عبور اول البه و عبور دوم البه هستند. دومی با ارتفاع ۲۲۷ متر بلندترین دکل‌های خط هوایی در اروپا را دارد. در اسپانیا، دکل‌های عبور خط هوایی در خلیج کادیس ساختاری خاص دارند. دکل‌های اصلی این عبور ۱۵۸ متر ارتفاع دارند و یک بازوی عرضی روی سازه‌ای به شکل هرم ناقص قرار گرفته است. طولانی‌ترین دهانه‌های خط هوایی، دهانه اسونگفیورد در نروژ با ۴٬۵۹۷ متر بین دو دکل و آمِرالیک در گرینلند با ۵٬۳۷۶ متر هستند. در آلمان، عبور خط هوایی شرکت EnBW AG از ایاختال با طول دهانه ۱٬۴۴۴ متر طولانی‌ترین دهانه در کشور است.
برای انداختن خطوط هوایی به دره‌های تند و عمیق، گاهی از دکل‌های مایل استفاده می‌شود. این نوع در سد هوور در ایالات متحده برای پایین آوردن خطوط از دیواره‌های صخره‌ای دره سیاه کلرادو به کار می‌رود. در سوئیس، یک دکل با انحراف حدود ۲۰ درجه نسبت به قائم در نزدیکی سارگانس، کانتون سنت گالن قرار دارد. دو دکل ۳۸۰ کیلوولت در سوئیس نیز بخش بالایی یکی از آن‌ها به طول ۳۲ متر، ۱۸ درجه نسبت به قائم خمیده است.
گاه دودکش نیروگاه‌ها به بازوهایی برای نصب هادی‌های خطوط خروجی مجهز می‌شوند. به دلیل مشکلات احتمالی ناشی از خوردگی بر اثر گازهای دودکش، این سازه‌ها بسیار نادر هستند.
همچنین سازه‌های نگهدارنده روی بام برای ولتاژ بالا وجود دارند. برخی نیروگاه‌های حرارتی در لهستان مانند نیروگاه پولانیه‌تس و در اتحاد جماهیر شوروی سابق مانند نیروگاه لوکومل از دکل‌های دروازه‌ای روی سقف ساختمان نیروگاه برای انتقال خط ولتاژ بالا از ترانسفورماتور ماشین به پست برق استفاده می‌کنند. سایر ساختمان‌های صنعتی نیز ممکن است سازه نگهدارنده خط برق روی بام داشته باشند.
علاوه بر این، ممکن است بخش‌های پایینی یک دکل برق درون یک ساختمان قرار گیرند. چنین سازه‌ای برای کسی که داخل ساختمان را نبیند، از یک دکل بامی واقعی قابل تشخیص نیست. نمونه‌ای از این سازه، دکل شماره ۹۱۰۸ یک خط ۱۱۰ کیلوولت جریان کشش در فلدای آلمان است.
روش نامتعارف دیگر برای نصب خطوط برق، کشیدن کاتنری‌ها در سراسر یک دره است. دو سازه از این نوع در خط برق کِمانو–کیتیمت استفاده شده و نمونه دیگری نیز در نزدیکی کیپ‌تاون (مختصات ۳۴٫۱۴۹۹۵۴ جنوبی، ۱۸٫۹۲۶۲۳۹ شرقی) وجود دارد.
نوع جدیدی از دکل به نام «وین‌ترک» قرار است از سال ۲۰۱۰ در هلند استفاده شود. این دکل‌ها توسط معماران هلندی زوارتس و یانسما به‌عنوان سازه‌ای مینیمالیستی طراحی شده‌اند. استفاده از قوانین فیزیکی در طراحی باعث کاهش میدان مغناطیسی شده و همچنین تأثیر بصری آن بر مناظر اطراف کمتر می‌شود.
دو دکل به شکل دلقک در مجارستان، در دو طرف بزرگراه M5 نزدیک اوی‌هارت‌ین قرار دارند.
تالار مشاهیر فوتبال حرفه‌ای در کانتون، اوهایو، ایالات متحده، با همکاری شرکت برق آمریکا دکل‌هایی به شکل دروازه گل در دو طرف بزرگراه میان‌ایالتی ۷۷ نزدیک این تالار به‌عنوان بخشی از ارتقای زیرساخت برق نصب کرده‌اند.
دکل میکی یک دکل انتقال برق به شکل میکی موس است که در کنار بزرگراه میان‌ایالتی ۴ نزدیک دنیای والت دیزنی در اورلاندو، فلوریدا قرار دارد. بوگ فاکس هم یک دکل طراحی‌شده در استونی در جنوب ریستی در مختصات ۵۸° ۵۹′ ۳۳٫۴۴″ شمالی، ۲۴° ۳′ ۳۳٫۱۹″ شرقی است.

## مونتاژ
پیش از آن‌که دکل‌های انتقال برق نصب شوند، نمونه‌های اولیه آن‌ها در ایستگاه آزمایش دکل آزمایش می‌شوند. سپس روش‌های مختلفی برای مونتاژ و برپا کردن آن‌ها به‌کار می‌رود:
می‌توان آن‌ها را به‌صورت افقی روی زمین مونتاژ کرد و با استفاده از کابل کشش و فشار، برپا نمود. این روش به ندرت استفاده می‌شود، زیرا به فضای مونتاژ بزرگی نیاز دارد.
می‌توان آن‌ها را به‌صورت عمودی (در وضعیت نهایی و ایستاده) مونتاژ کرد. دکل‌های بسیار بلندی مانند دکل‌های عبور رود یانگ‌تسه به این روش مونتاژ شده‌اند.
می‌توان از جرثقیل جین‌پول برای مونتاژ دکل‌های شبکه‌ای استفاده کرد. این روش برای تیر چراغ‌برق‌ها نیز استفاده می‌شود.
بالگردها می‌توانند به‌عنوان جرثقیل هوایی برای مونتاژ دکل‌ها در مناطق با دسترسی محدود به‌کار روند. همچنین ممکن است دکل‌ها در مکانی دیگر مونتاژ شده و سپس با بالگرد به مسیر خط انتقال منتقل شوند. بالگردها همچنین ممکن است برای حمل دکل‌های بازشده به محل بازیافت استفاده شوند.

## نشانگرها
سازمان بین‌المللی هوانوردی غیرنظامی (ICAO) توصیه‌هایی درباره نشانگرهای دکل‌ها و هادی‌های معلق بین آن‌ها ارائه می‌دهد. برخی حوزه‌های قضایی این توصیه‌ها را اجباری می‌کنند، برای نمونه ممکن است الزام شود که برخی خطوط برق دارای نشانگر سیم هوایی در فواصل مشخص باشند و روی هر دکل به اندازه کافی بلند، چراغ هشدار هواپیما نصب شود. این موضوع به‌ویژه در مورد دکل‌های انتقال برقی که در نزدیکی فرودگاه‌ها قرار دارند، اهمیت دارد.
دکل‌های برق اغلب دارای پلاک شناسایی هستند که نام خط (یا نام دو نقطه پایانی خط یا کد داخلی شرکت برق) و شماره دکل روی آن درج شده است. این کار تشخیص محل وقوع نقص در خط را برای شرکت مالک دکل آسان‌تر می‌کند.
دکل‌های انتقال، مانند سایر دکل‌های شبکه‌ای فولادی از جمله دکل‌های پخش رادیویی یا تلفن همراه، دارای تابلوهایی هستند که به دلیل خطر ولتاژ بالا، ورود عمومی را منع می‌کنند. این کار معمولاً با یک تابلو هشدار خطر ولتاژ بالا انجام می‌شود. گاهی اوقات تمام ورودی مسیر خط انتقال با تابلو علامت‌گذاری می‌شود. تابلو هشدار ولتاژ بالا ممکن است نام شرکت سازنده سازه، شرکت مالک زمین محل استقرار دکل‌ها و مسیر خط یا بخش‌های آن را نیز نشان دهد.

## کارکرد دکل‌ها
سازه‌های دکل را می‌توان بر اساس شیوه نگهداری هادی‌های خط طبقه‌بندی کرد. سازه‌های تعلیقی (Suspension) هادی را به‌صورت عمودی با استفاده از عایق‌های تعلیقی نگه می‌دارند. سازه‌های کششی (Strain) نیروی کشش خالص هادی‌ها را تحمل می‌کنند و هادی‌ها از طریق عایق‌های کششی به سازه متصل می‌شوند. سازه‌های انتهایی (Dead-end) علاوه بر نگه داشتن تمام وزن هادی، کل نیروی کشش آن را نیز تحمل می‌کنند و از عایق‌های کششی استفاده می‌کنند.
سازه‌ها بر اساس موقعیت و عملکرد به انواع تعلیق مستقیم (Tangent Suspension)، تعلیق زاویه‌دار (Angle Suspension)، کشش مستقیم (Tangent Strain)، کشش زاویه‌دار (Angle Strain)، انتهایی مستقیم (Tangent Dead-end) و انتهایی زاویه‌دار (Angle Dead-end) تقسیم می‌شوند. هنگامی که هادی‌ها در یک خط مستقیم قرار دارند، از دکل‌های مستقیم استفاده می‌شود. دکل‌های زاویه‌دار در مکان‌هایی به کار می‌روند که مسیر خط باید تغییر جهت دهد.

### بازوهای عرضی و آرایش هادی‌ها
به‌طور معمول هر مدار سه‌فاز AC به سه هادی نیاز دارد، هرچند مدارهای تک‌فاز و DC نیز روی دکل‌ها نصب می‌شوند. هادی‌ها می‌توانند در یک صفحه قرار گیرند یا با استفاده از چند بازوی عرضی به‌صورت تقریبی در یک الگوی مثلثی متقارن چیده شوند تا امپدانس هر سه فاز متعادل شود. اگر لازم باشد بیش از یک مدار روی دکل نصب شود و عرض مسیر خط اجازه استفاده از چند دکل را ندهد، دو یا سه مدار می‌توانند با استفاده از چند تراز بازوی عرضی روی یک دکل نصب شوند. اغلب مدارهای چندگانه دارای ولتاژ یکسان هستند، اما در برخی سازه‌ها مدارهایی با ولتاژهای متفاوت هم دیده می‌شود.

## ویژگی‌های دیگر

### عایق‌ها
عایق‌ها بخش‌های برقدار کابل‌های انتقال را از سازه دکل و زمین به‌طور الکتریکی جدا می‌کنند. این عایق‌ها ممکن است دیسکی از جنس شیشه یا چینی باشند یا عایق‌های مرکب با استفاده از لاستیک سیلیکونی یا لاستیک EPDM. آن‌ها به‌صورت رشته‌ای یا میله‌ای بلند مونتاژ می‌شوند که طول آن‌ها به ولتاژ خط و شرایط محیطی بستگی دارد. استفاده از دیسک باعث می‌شود کوتاه‌ترین مسیر سطحی الکتریکی بین دو انتها افزایش یابد و در نتیجه احتمال نشتی در شرایط مرطوب کاهش پیدا کند.

### میراگر استاکبریج

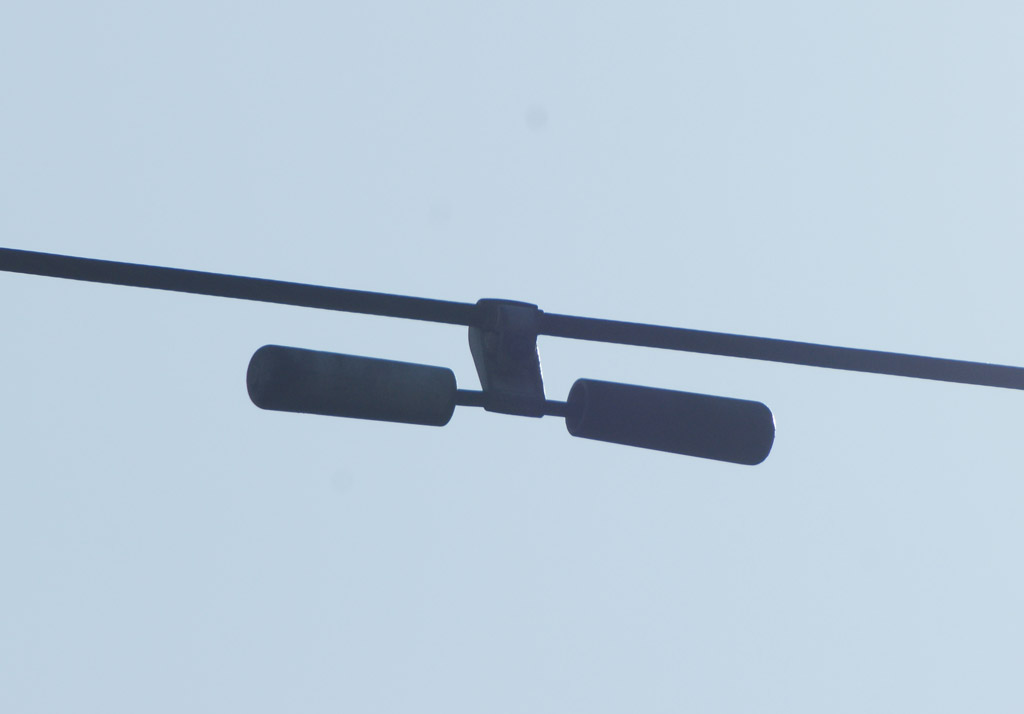
میراگر استاکبریج نصب‌شده روی خط، نزدیک نقطه اتصال به دکل، برای جلوگیری از ایجاد ارتعاش مکانیکی در خط

میراگر استاکبریج در فاصله یک یا دو متری از دکل روی خطوط انتقال نصب می‌شود. این میراگر شامل یک قطعه کوتاه کابل است که به‌طور موازی با خط اصلی ثابت شده و در دو سر آن وزنه قرار دارد. اندازه و ابعاد آن به‌طور دقیق طراحی می‌شود تا از ایجاد نوسان مکانیکی در خطوط جلوگیری کند؛ نوسانی که معمولاً بر اثر باد به وجود می‌آید. بدون این میراگرها، ممکن است موج ایستاده‌ای ایجاد شود که دامنه‌اش افزایش یافته و باعث خرابی خط یا دکل گردد.

### شاخک‌های قوس

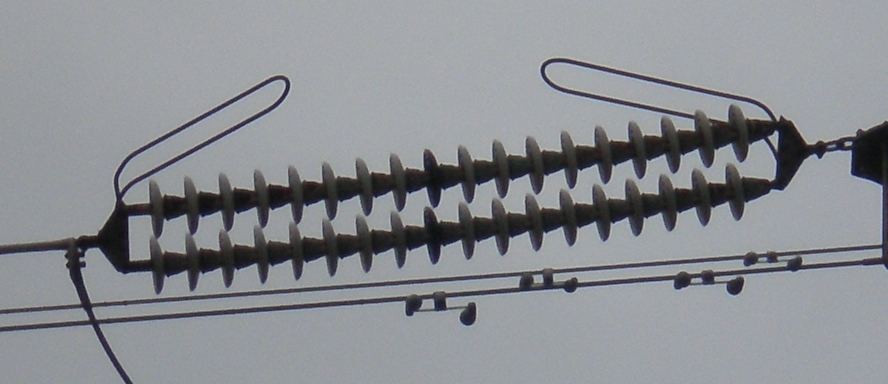
شاخک‌های قوس

شاخک قوس گاهی در انتهای عایق‌ها در مناطقی که ممکن است اضافه‌ولتاژ رخ دهد نصب می‌شوند. این اضافه‌ولتاژ می‌تواند بر اثر برخورد صاعقه یا عملیات کلیدزنی ایجاد شود. این شاخک‌ها از آسیب‌دیدن عایق‌های خطوط برق در اثر قوس الکتریکی جلوگیری می‌کنند. این قطعات به‌صورت لوله‌های فلزی خمیده در دو سر عایق دیده می‌شوند و در شرایط شدید مسیری برای تخلیه جریان به زمین فراهم می‌کنند بدون آن‌که به عایق آسیب بزنند.

### ایمنی فیزیکی
دکل‌ها دارای سطحی از ایمنی فیزیکی هستند تا از بالا رفتن افراد یا حیوانات جلوگیری شود. این ایمنی می‌تواند شامل حصار امنیتی یا موانع صعود روی پایه‌های نگهدارنده باشد. در برخی کشورها لازم است دکل‌های شبکه‌ای فولادی به مانع سیم خاردار در ارتفاع حدود ۳ متر از سطح زمین مجهز باشند تا از صعود غیرمجاز جلوگیری شود. این موانع اغلب در دکل‌های نزدیک جاده‌ها یا مناطق با دسترسی آسان عمومی دیده می‌شود، حتی اگر الزام قانونی وجود نداشته باشد. در بریتانیا، همه این دکل‌ها به سیم خاردار مجهز هستند.

### سایر ویژگی‌ها
برخی دکل‌های برق، به‌ویژه برای ولتاژهای بالای ۱۰۰ کیلوولت، آنتن‌های مخابراتی حمل می‌کنند. در بیشتر موارد این آنتن‌ها برای تلفن همراه یا لینک‌های رادیویی رله به کار می‌روند، اما ممکن است آنتن‌های سیستم‌های رادیویی شرکت برق یا آنتن فرستنده‌های کوچک پخش در باند VHF/UHF نیز نصب شوند. دکل شمالی عبور اول البه در ارتفاع ۳۰ متری یک ایستگاه رادار برای پایش ترافیک کشتی‌ها در رود البه دارد. برج ۹۳ تأسیسات 4101، یک دکل کششی در هورت در جنوب کلن آلمان، از سال ۱۹۷۷ تا ۲۰۱۰ دارای سکوی بازدید عمومی بود که با پلکان قابل دسترسی بود.

## قطعات دکل برق
دکل برق یا برج انتقال EHT از قسمت‌های زیر تشکیل شده‌است:
1. قله برج (بخش بالای بازوی متقاطع بالا)
2. بازوی متقاطع (بازوهای متقاطع دکل انتقال هادی انتقال را نگه می‌دارند)
3. برج انتقال قفس (بخش بین بدنه برج و قله به عنوان برج انتقال قفس شناخته می‌شود)
4. بدنه برج انتقال (بخشی از بازوهای متقاطع پایین تا سطح زمین)
5. پایه دکل انتقال
6. مونتاژ پیچ / لنگر و صفحه پایه برج انتقال

قله دکل برق
قسمت بالای دکل انتقال، قله دکل انتقال نامیده می‌شود.
بالای بازوی متقاطع بالای برج قرار دارد و دارای یک سیم محافظ زمین است که به نوک قله برج متصل است.
بازوی متقاطع دکل برق
بازوهای متقاطع هادی‌های انتقال را نگه می‌دارند. اندازه بازوهای متقاطع برای انتقال ولتاژهای مختلف متفاوت است.
ابعاد بازوی متقاطع به پارامترهای زیر بستگی دارد.
پیکربندی برج
سطح ولتاژ انتقال
حداقل زاویه شکل دهی برای توزیع تنش
قفس دکل برق
قسمتی از برج بین بدنه برج و قله به قفس دکل انتقال معروف است. قفس بازوهای متقاطع را نگه می‌دارد.
شکل قفس بسته به ارتفاع برج ممکن است مربع یا مثلث باشد.
بدنه دکل برق
فاصله بین پایین‌ترین بازوی متقاطع برج و زمین را بدنه برج انتقال می‌گویند.
بدنه دکل انتقال ارتفاع دکل مورد نیاز برای فاصله از زمین را فراهم می‌کند.
پایه دکل برق
دکل انتقال روی پای خود ایستاده‌است. ممکن است یک، دو یا چند پایه با توجه به نیاز ساختار برج وجود داشته باشد.
مجموعه پیچ و مهره لنگر و صفحه پایه، این قسمت کل ساختار برج را نگه می‌دارد.

## طرح‌های مختلف

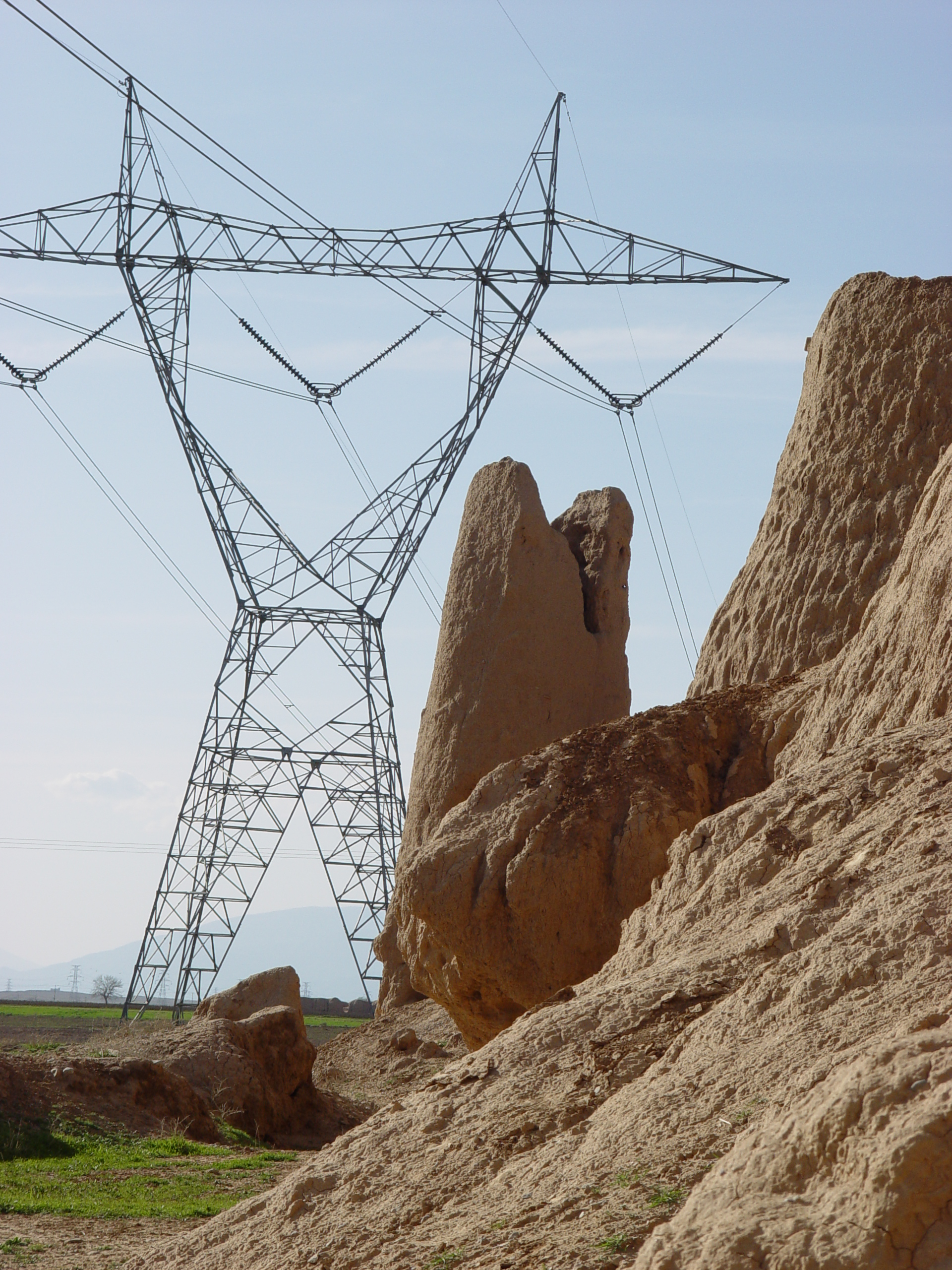
طرح «دلتماست». ایران
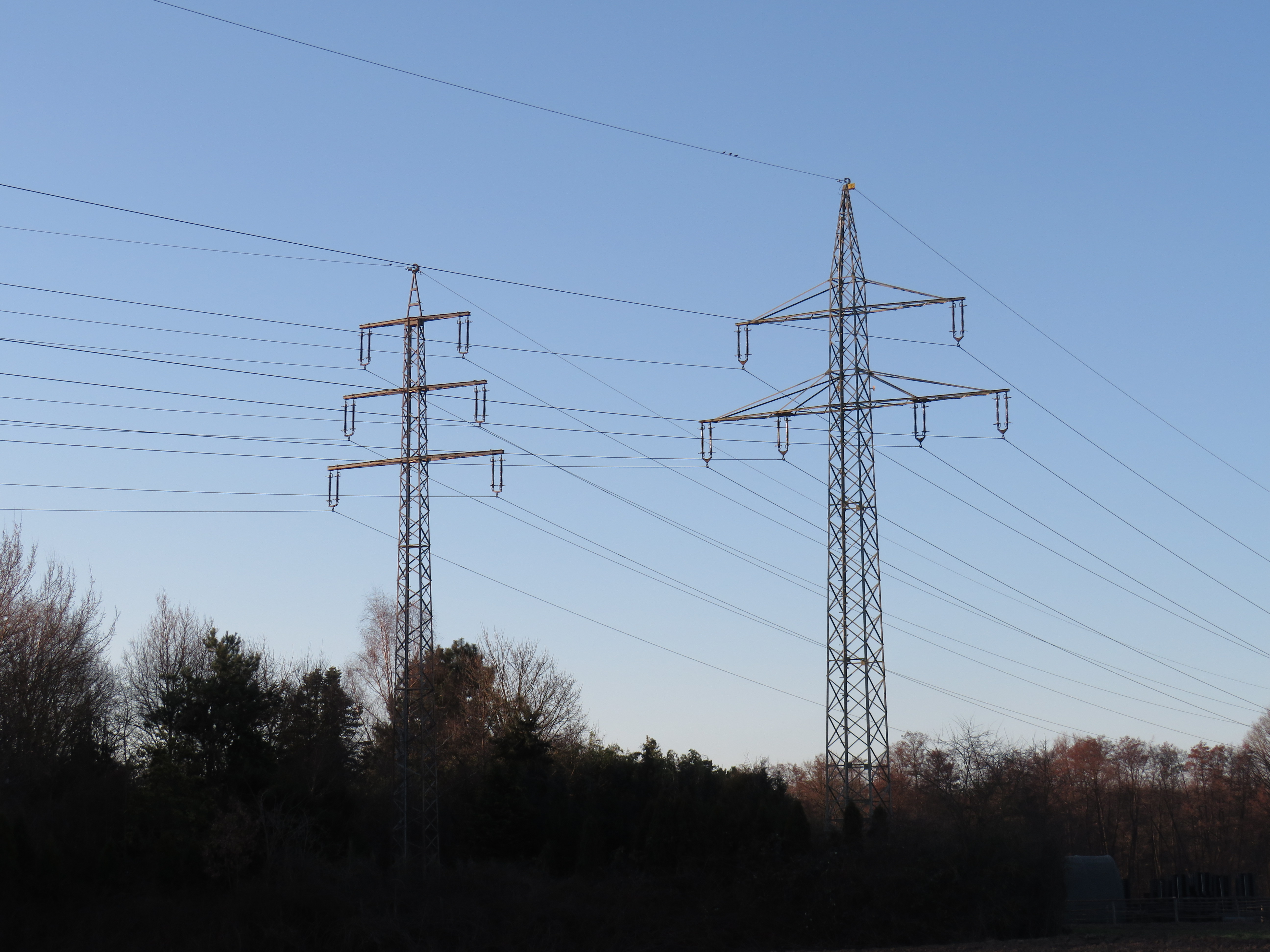
طرح «سه سطح» و «دونوماست». آلمان
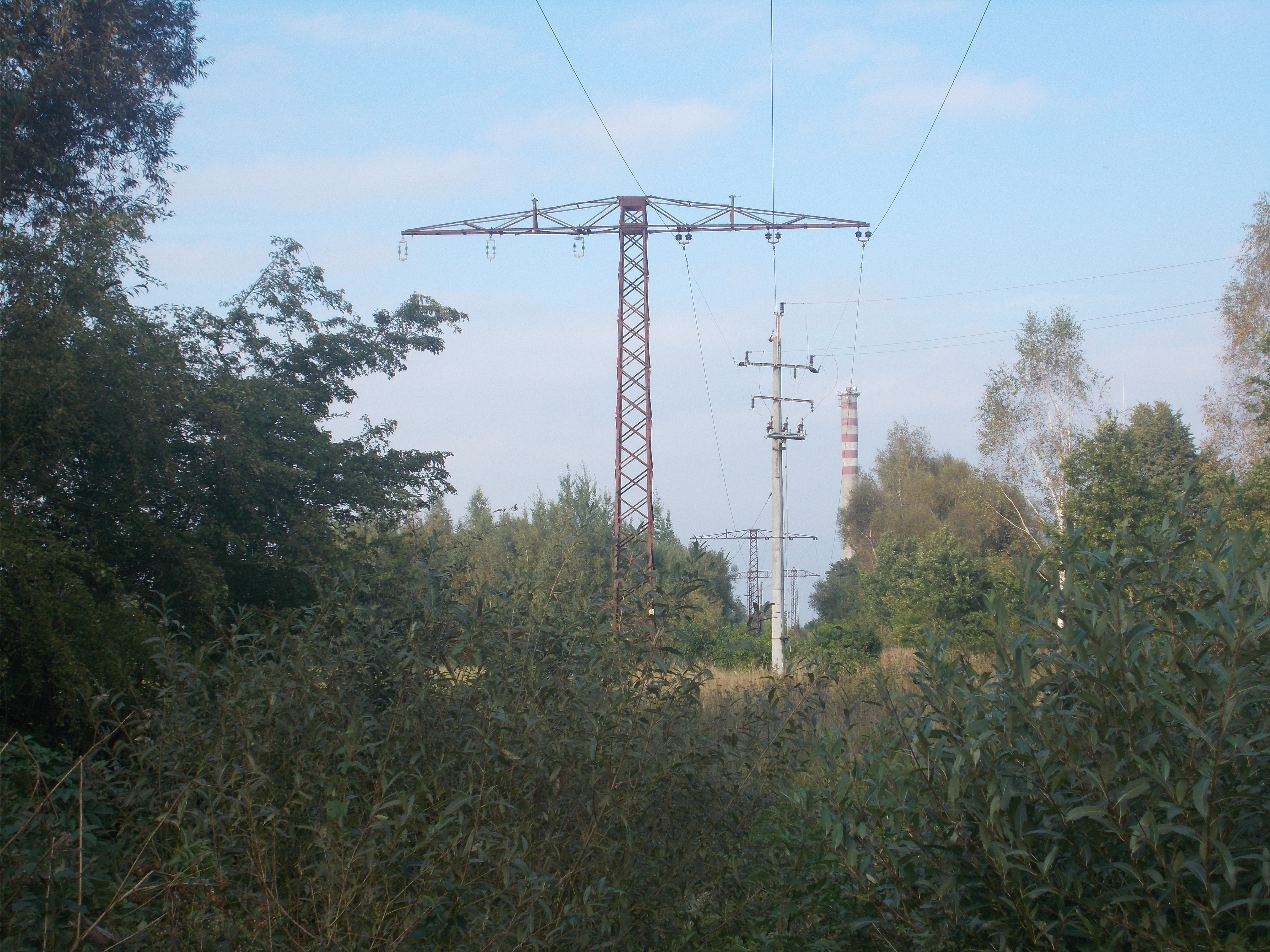
دکل تک سطحی. لهستان
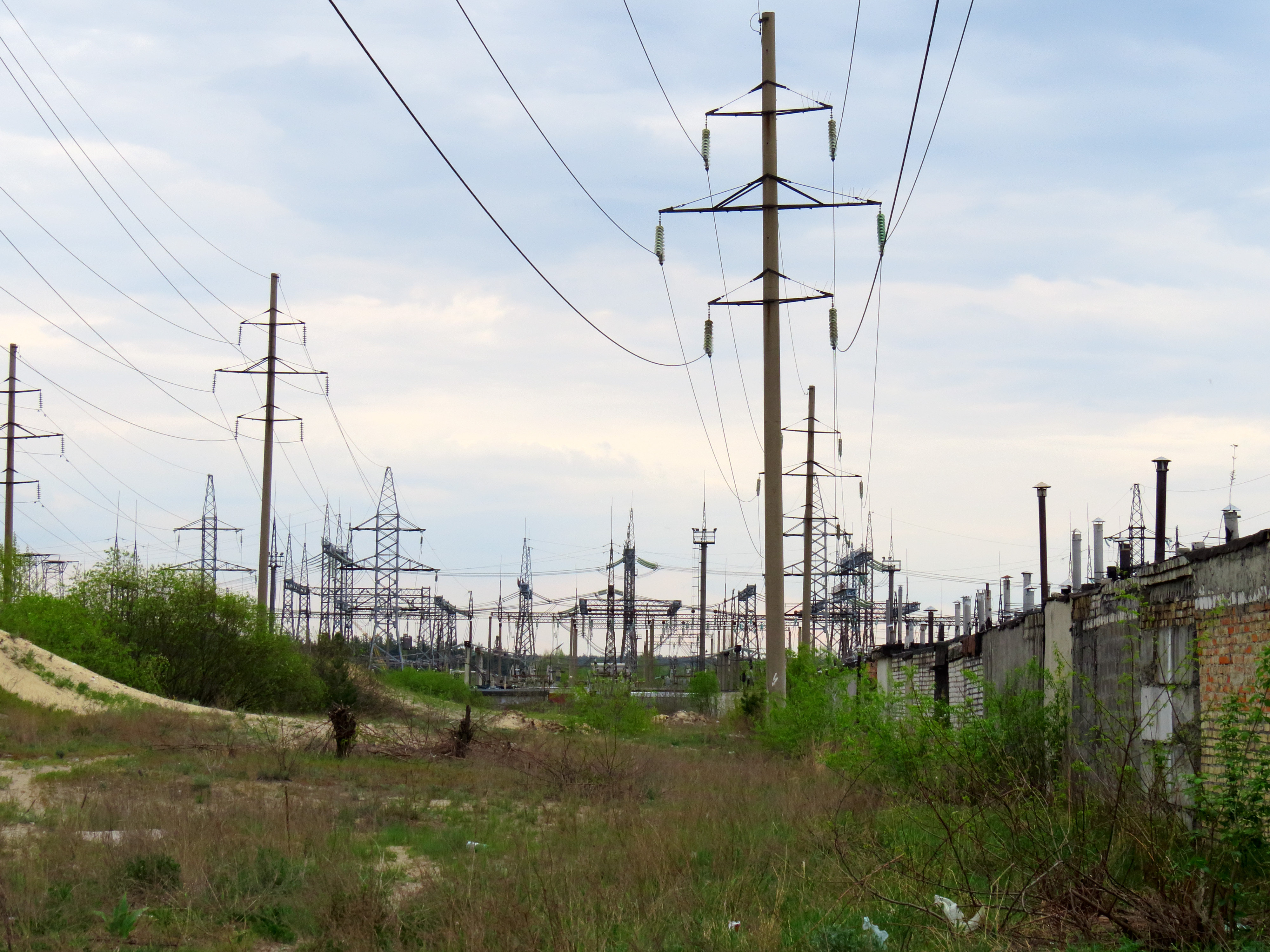
قطب بتنی، اوکراین
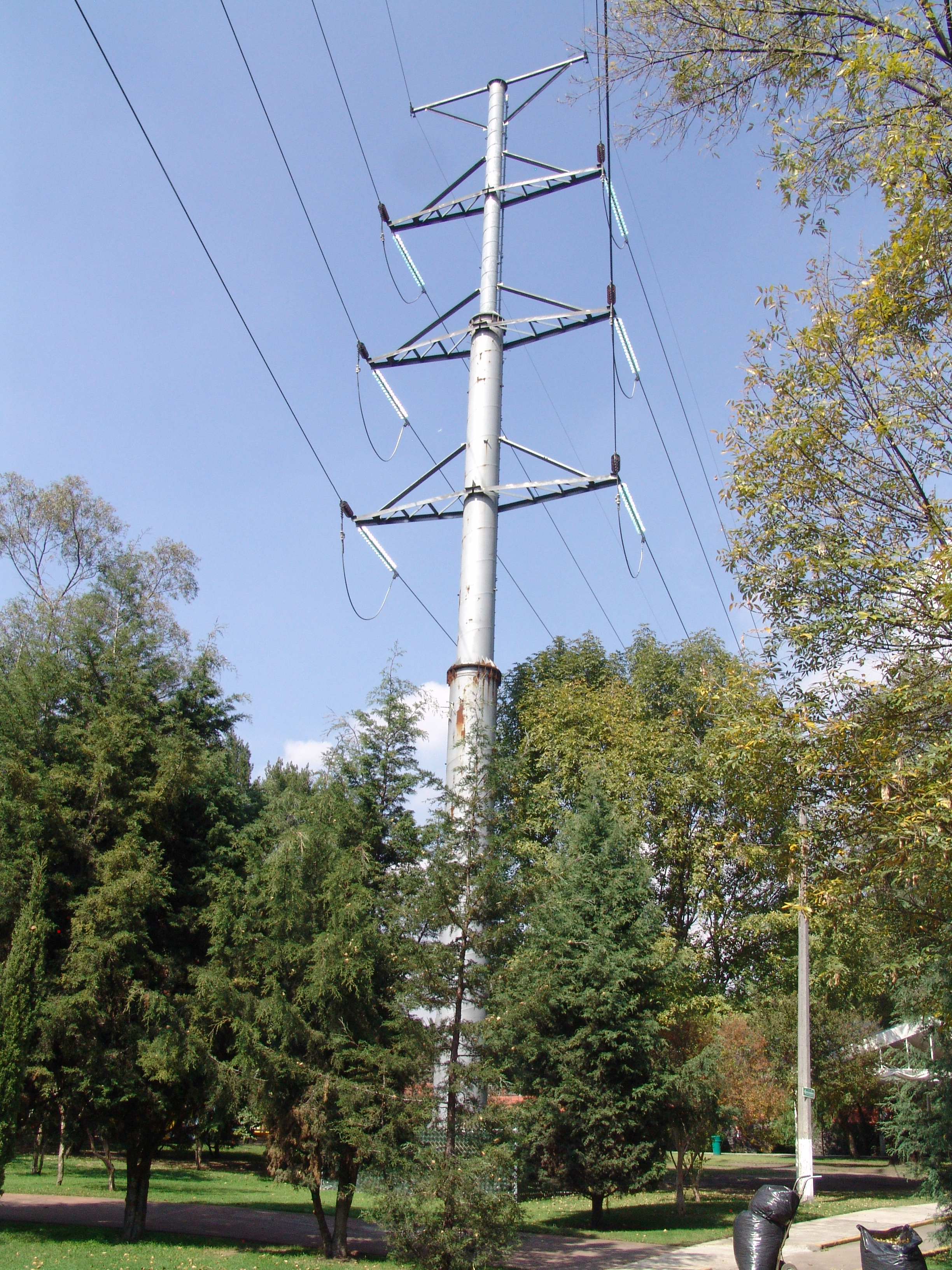
دکل فولادی لوله ای، مکزیک
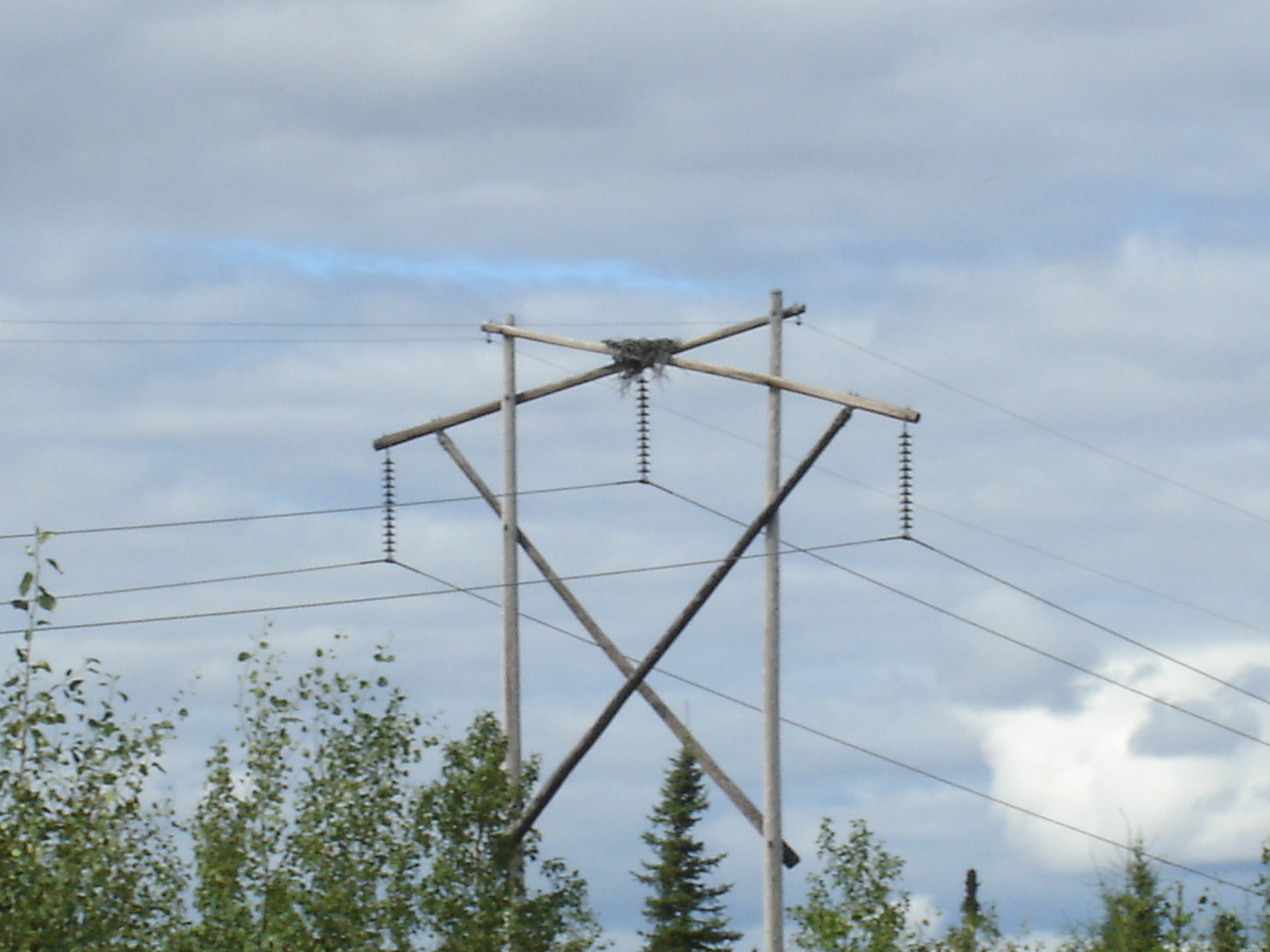
دکل پورتال چوبی، کانادا
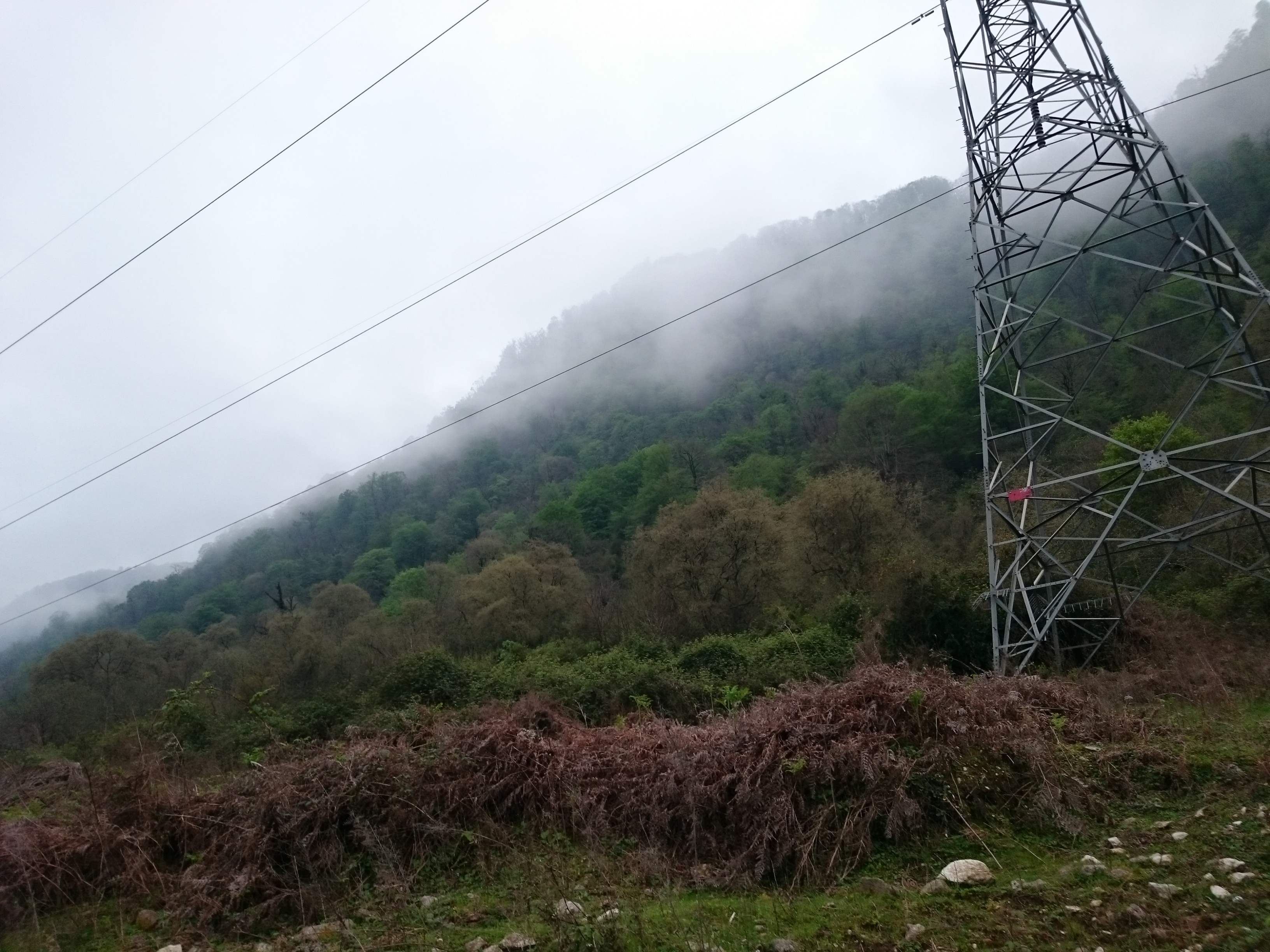
یک دکل برق بر روی بلندی در سنگ‌سرا، شهرستان نوشهر، استان مازندران، ایران

## نوشتارهای مرتبط
- تیر برق
- مقره